# Spindasis morii
Spindasis morii är en fjärilsart som beskrevs av Siuiti Murayama 1952. Spindasis morii ingår i släktet Spindasis och familjen juvelvingar. Inga underarter finns listade i Catalogue of Life.